# Microsoft Cognitive Toolkit
Microsoft Cognitive Toolkit, раніше відома як CNTK, й іноді звана The Microsoft Cognitive Toolkit, — це застаріла платформа глибокого навчання, розроблена Microsoft Research. Microsoft Cognitive Toolkit описує нейронні мережі як ряд обчислювальних кроків через орієнтований граф.